# Ezio Auditore da Firenze
 (février 2014).
Si vous disposez d'ouvrages ou d'articles de référence ou si vous connaissez des sites web de qualité traitant du thème abordé ici, merci de compléter l'article en donnant les références utiles à sa vérifiabilité et en les liant à la section « Notes et références ».
Ezio Auditore est un personnage de fiction, l'un des principaux protagonistes de la série de jeux vidéo Assassin's Creed d'Ubisoft créée en 2009. Noble florentin de la Renaissance italienne, il est le personnage principal des jeux Assassin's Creed II, Assassin's Creed: Brotherhood et Assassin's Creed: Revelations, ainsi que du court métrage d'animation Assassin's Creed: Embers.

## Biographie
Ezio Auditore (« Ezio » du grec Aetos qui signifie aigle) est un noble florentin né en 1459 à Florence, fils de Giovanni Auditore, un riche banquier florentin ami de la famille Médicis, et Maria Auditore, une mécène. Deuxième des quatre enfants du couple, ses parents lui cachent la vie secrète d'Assassin de son père et grandit donc dans l'insouciance. À l'âge de 17 ans, Ezio est un jeune adolescent qui vit à Florence, doué pour les acrobaties et séducteur. Il mène la belle vie dont les seuls problèmes seraient le garnement de la famille rivale (Pazzi), Vieri, qui lui fera une cicatrice sur la lèvre supérieure pendant une bagarre de rue, et le père de la belle Cristina Vespucci qui les a surpris dans le lit de sa fille.
Mais un jour, sa vie bascule quand ses deux frères, Federico et Petruccio et son père Giovanni sont exécutés, victimes d'une conspiration. Dès lors, il ne lui reste quasiment plus de famille, seulement sa sœur Claudia et sa mère Maria qui sombre dans le mutisme à la suite d'un choc émotionnel, dû à l'arrestation musclée de son mari et de ses deux fils. Après avoir tué Uberto Alberti, l'homme qui a trahi sa famille et permis leur exécution, Ezio décide de se réfugier chez son oncle Mario Auditore dans la Villa Auditore à Monteriggioni en Toscane, ville d'Italie actuelle, car désormais à Florence, tous ceux qui ont été proches de son père sont traqués et tués.
En sûreté dans la forteresse, Mario lui révélera alors que toute sa famille est issue d'un ordre ancien appelé les Assassins, et qui combat toujours ses ennemis : les Templiers, responsables de la mort de son père. Ezio se lance dans une quête de vengeance à travers l'Italie du nord, entre la Toscane, Florence et Venise. Au fur et à mesure de sa longue vie, il se rend compte qu'une vérité plus grande que son objectif initial se cache derrière la grande conspiration. Il s'allie avec Laurent de Médicis pour le soutien politique et reçoit l'aide de Leonardo da Vinci qui décode les pages du Codex d'Altaïr, un Assassin ancêtre d'Ezio, et améliore ses armes. Il aidera ainsi le Magnifique à mettre à jour la conjuration des Pazzi en tuant tous les membres  importants de la conspiration.
Une fois arrivé à Venise avec l'aide de Leonardo da Vinci, Ezio s'allie à la Guilde des voleurs pour déjouer les plans de Rodrigo Borgia, alias l'Espagnol, pour prendre le contrôle de la cité. Après avoir échoué à sauver le doge de Venise, Ezio traque les derniers Templiers se trouvant à Venise, sans toutefois mettre la main sur l'Espagnol. Après des années d'attente, Ezio apprend que la Pomme d'Éden, un puissant artefact capable de contrôler les pensées, est à Chypre et doit être ramené à Venise. Il réussit à dérober l'artefact à Rodrigo avant de devenir, officiellement, un Assassin. À la suite d'un incident à Forlì lui ayant fait perdre la Pomme et de la retrouver en déjouant les plans de Savonarola, Ezio découvre l'existence d'un Sanctuaire grâce aux pages du Codex d'Altaïr et entreprend de le découvrir et d'en finir avec Borgia. Il pense d'abord à confier la Pomme sous la protection de Caterina Sforza, son alliée de Forlì, mais la ville est prise d'assaut par les frères Ludovico et Checco Orsi. Ezio parvient à repousser les forces des Orsi mais ils dérobent tout de même l'Orbe. Hors de la ville, Ezio tue les frères mais épuisé et blessé, s'effondre après avoir vu Girolamo Savonarola subtiliser la Pomme. Après une mission en Espagne où Ezio rejoint Luis de Santángel afin de protéger la vie de Christophe Colomb et repousser les hommes de l'Inquisition, menée par Tomas de Torquemada qui est manipulé par les Templiers, il revient en Toscane afin d'arrêter Savonarola à Florence, qui déclenche des émeutes au cours desquelles Cristina Vespucci et son mari sont tués.
En 1499, Ezio infiltre le Vatican pour retrouver le Sanctuaire que Rodrigo Borgia, devenu le pape Alexandre VI, essaie d'ouvrir. Après leur combat dont Ezio sort vainqueur, il laisse une chance à Rodrigo de survivre à sa vengeance. Ezio ouvre le Sanctuaire et écoute le message de Minerve, un être de Ceux-qui-étaient-là-avant, mais dont le véritable destinataire est Desmond Miles, descendant d'Ezio vivant au XXIe siècle.
Ezio s'apprête à rendre les armes et à prendre du repos dans la résidence de sa famille à Monteriggioni, dans les bras de Catherine Sforza, quand Cesare Borgia, le fils du Pape, attaque de front la ville, capture Sforza et abat froidement son oncle Mario. Blessé, Ezio fuit à Rome, où il reprend sa tâche d'Assassin, rappelle ses anciens camarades pour organiser la résistance avec l'aide de Machiavel et déclare la guerre aux forces de Cesare Borgia, qu'il parvient à faire arrêter après avoir récupéré la Pomme. Il devra pourtant traquer et tuer Cesare à Viana quand celui-ci s'échappera de prison.
Après avoir débarrassé l'Italie des Borgia, Ezio, maintenant âgé d'une cinquantaine d'années, se lance dans une quête personnelle qui a pour but de découvrir l'origine de la Confrérie des Assassins à Masyaf. Arrivé sur place, il découvre que la forteresse, abandonnée, est envahie par les Templiers qui veulent eux aussi le contenu de la bibliothèque cachée de la forteresse renfermant une relique qui pourrait changer la donne. Sa quête des cinq clés pour l'ouvrir le mènera à Constantinople, qui est sous le règne des Ottomans. Après avoir trouvé les cinq sceaux, Ezio se rend à Masyaf, en compagnie de Sofia Sartor, une jeune bibliothécaire qui l'a aidé dans sa quête et avec qui il vit une romance, ouvrir le Sanctuaire. Une fois à l'intérieur, il trouve le corps d'Altaïr, assis sur une chaise et possédant une sixième clé qui révèle à Ezio les derniers instants de son Mentor. Il découvre, au fond de la salle, un autre fragment d'Eden, qu'il décide de laisser là. Malgré ça, la Pomme lui permet d'entrer en contact direct avec Desmond, pour lui permettre d'apprendre ce qu'il a à faire.
Un peu plus de dix ans plus tard, vivant paisiblement avec sa femme Sofia et sa fille dans une villa en Toscane, Shao Jun, une femme Assassin venant de Chine lui demande son aide pour reformer la Confrérie dans sa contrée. Après quelques péripéties, Ezio accepte de l'aider en lui confiant une relique avant son départ, et la vie reprend son cours.
Ezio meurt d'une crise cardiaque peu de temps après, aux alentours de soixante-cinq ans, sous le soleil de Florence, sa ville natale, retrouvant les siens, pendant que sa femme et sa fille étaient près de lui, au marché.

### Autres apparitions
- Ezio Auditore apparaît en tant qu'invité dans le jeu de combat SoulCalibur V.
- Ezio Auditore apparaît brièvement dans la série de courts métrages Assassin's Creed: Lineage où il est interprété par Devon Bostick.
- On note que l'Assassin apparaît également dans Assassin's Creed Chronicles: China.
- Ezio Auditore apparaît en tant que personnage crossover dans le jeu mobile AFK Arena.
- Ezio fait partie des personnages jouables dans le jeu de combats Brawlhalla.
- Ezio Auditore apparaît comme personnage jouable dans des jeux Epic Games comme Fortnite ou encore Fall Guys (skin).

## Réception
Lors des Video Games Awards de 2010, Ezio reçoit une récompense virtuelle dans la catégorie des personnages le plus appréciés des joueurs.[réf. nécessaire]

## Voix
: Roger Craig Smith 
  : Gilbert Lachance 
  : Renato Novara (Assassin's Creed II - Assassin's Creed Brotherhood) - Diego Baldoin (Assassin's Creed Revelations)